# Amnesia (klub nocny)

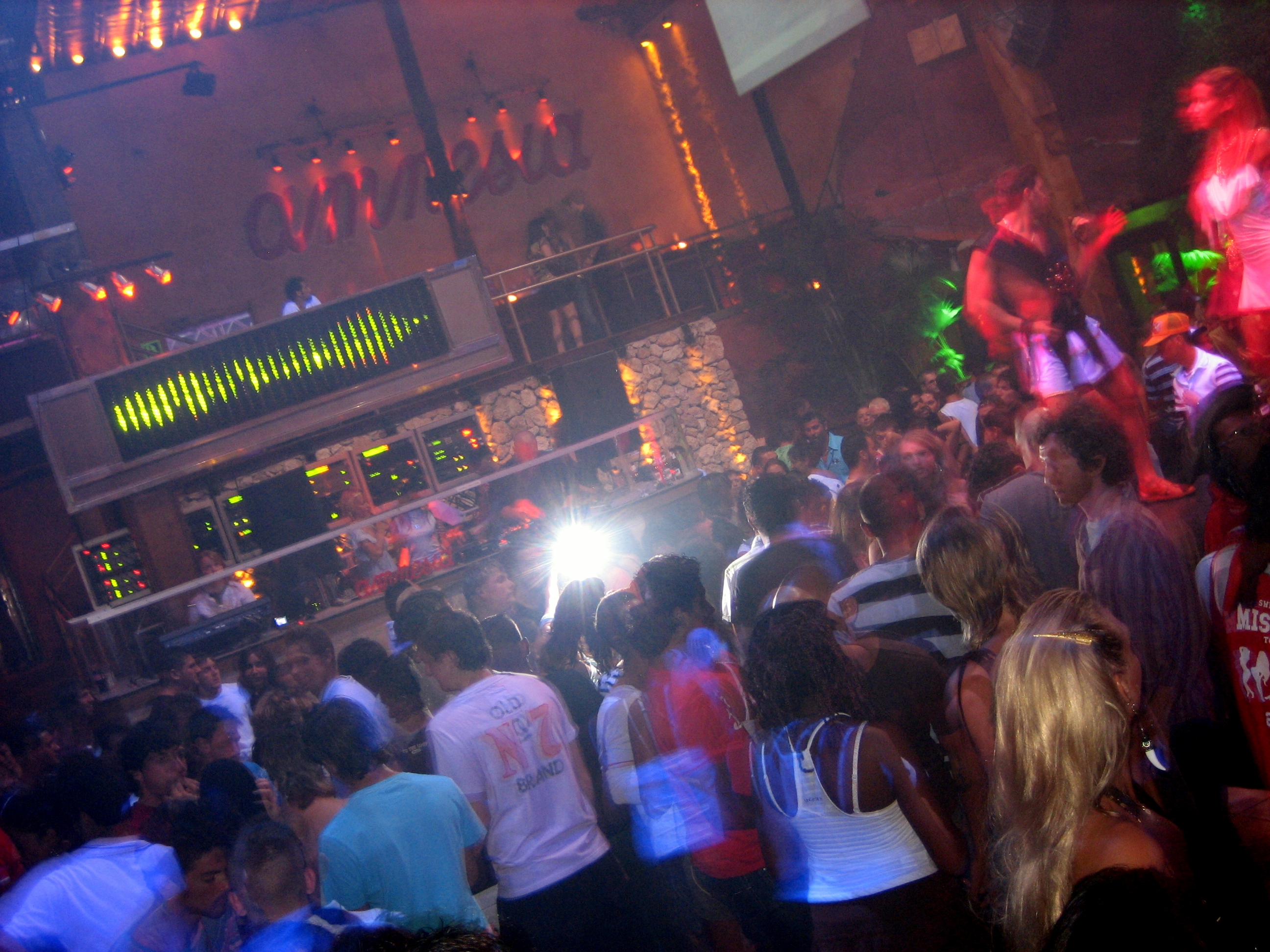
Impreza w Amnesia w lipcu 2006.

Amnesia – jeden z kilku renomowanych, ogólnoświatowych klubów nocnych na Ibizie. Działa od 1976 roku.
W 2007 roku International Dance Music Awards przyznało mu nagrodę najlepszego ogólnoświatowego klubu 2006. Obiekt znajduje się niedaleko wioski San Rafael, przy autostradzie pomiędzy Sant Antoni de Portmany a Ibizą. W pobliżu ulokowany jest lokal Privilege.
Amnesia mieści ponad 5 tysięcy ludzi i była jednym z pierwszych otwartych klubów na Ibizie. Taras zewnętrzny jest zamknięty.